# غسان أحمد عثمان
غسان أحمد عثمان  (1934م - 8 نوفمبر 2016) سياسي سوري وعضو في القيادة المركزية للجبهة الوطنية التقدمية وأمين عام حزب الاتحاد العربي الديمقراطي وقد كان عضوا في مجلس الشعب السوري ورئيسا لبلدية مدينة بانياس.

## ولادته ونشأته
ولد غسان أحمد عثمان في مدينة بانياس الساحلية في ثلاثينيات القرن الماضي وقد نشأ في عائلة ميسورة الحال وأحب العلم منذ صغره فحصل على شهادة الثانوية العامة في بانياس عام 1954 ومن ثم حصل على شهادة الحقوق عام 1958 وانتسب إلى نقابة المحامين في العام نفسه.

## رئاسته لمجلس مدينة بانياس
أثناء ممارسته لمهنة المحاماة حدثت انتخابات الاتحاد القومي في سوريا أثناء فترة الوحدة السورية المصرية فترشح للانتخابات ونجح بدرجة جيدة مما اقتضى تسميته أمين سرٍ للاتحاد القومي وبعد فترة وجيزة عُين رئيسا لبلدية بانياس وكان عمره حينها خمس وعشرون عاما فكان أصغر شخص يستلم إدارة البلدية واستمر في رئاسة البلدية حتى حدوث الانفصال بين سوريا ومصر عام 1961 إذ عُزل من منصبه وسُجن بسبب رفضه لرفع صورة ناظم القدسي وإزالة صورة الرئيس جمال عبد الناصر من البلدية.

## القبض عليه وسجنه
سُجن غسان أحمد عثمان لأنه أبقى صورة جمال عبد الناصر مُعلقة في بلدية بانياس لمدة ثلاثة أشهر بعد الانفصال فاعتُقل وسُجن في مدينة اللاذقية لمدة ثلاثة أشهر ومن ثم نقل إلى العاصمة دمشق ليمثُل أمام رئيس النيابة العامة القاضي مروان الشمعة الذي كان صديقه في كلية الحقوق فأطلق سراحه وقام بتبرأته لعدم ثبوت أي تهمة عليه ليعود بعدها لممارسة نشاطه في المحاماة.

## مجلس الشعب
ترشح في عام 1980 لانتخابات مجلس الشعب السوري كمرشح مستقل وفاز بالانتخابات ليصبح عضوا في المجلس لدورة واحدة ولم يقم بعدها بالترشح للانتخابات.

## توليه الأمانة العام لحزب الاتحاد العربي الديمقراطي
بعد عامين من تأسيس الحزب عُزل أمينه العام يوسف جعيداني لينتخب غسان أحمد عثمان بدلا منه بعد مؤتمر عقده أعضاء الحزب في صالة الاتحاد العام للعمال في دمشق وتم في هذا المؤتمر انتخاب غسان أحمد عثمان أمينا عاما للحزب وبعد انتخابه بالإجماع أصدر الرئيس بشار الأسد قرارا بتسميته عضوا في القيادة المركزية للجبهة الوطنية التقدمية بتاريخ 2004 واستمر في المنصب حتى وافته المنية في عام 2016.

## وفاته
توفي صباح يوم الثلاثاء في الثامن من شهر تشرين الثاني في عام 2016 ودُفن في مدينته بانياس وسط حضور جماهيري غفير من أبناء بلدته وأعضاء حزبه الذين أتوا من مختلف أنحاء سورية لتشييع جثمانه كما وحضر محافظ طرطوس بتكليف مباشر من الرئيس بشار الأسد وحضر كل من أمين فرع حزب البعث الاشتراكي واللواء قائد شرطة طرطوس ومدير المنطقة وكافة القيادات والفعاليات السياسية والأمنية والمدنية في محافظة طرطوس.
وأقيمت له التعازي في أغلب المحافظات السورية.